# Šatrijos Ragana

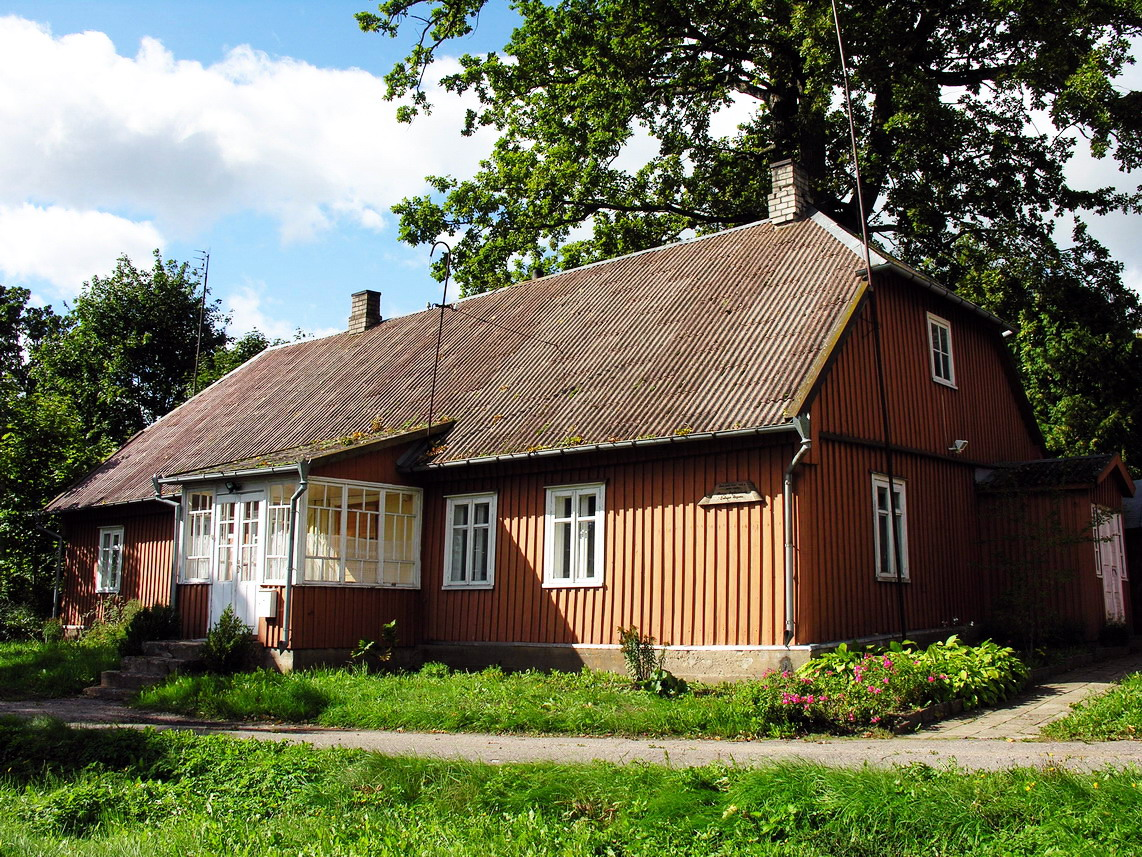
Casa de Marija Pečkauskaitė en Židikai de 1915 a 1930.

Marija Pečkauskaitė - Šatrijos Ragana (Medingėnai, 3 de agosto de 1877-Židikai, 24 de julio de 1930) fue una escritora lituana.
Fundó la escuela de Židikai. Sus obras más conocidas son Sename dvare (En estado viejo) e Irkos tragedija (La tragedia de Irka). 